# Mipseltyrus mirus
Mipseltyrus mirus är en skalbaggsart som beskrevs av Schuster 1956. Mipseltyrus mirus ingår i släktet Mipseltyrus och familjen kortvingar. Inga underarter finns listade i Catalogue of Life.